# Iwona Gisterek
Iwona Jolanta Gisterek–Grocholska (ur. 11 października 1958 we Wrocławiu) – polska laryngolog i radioterapeuta, dr hab. nauk medycznych, profesor nadzwyczajny Śląskiego Uniwersytetu Medycznego w Katowicach. Kierownik Katedry Onkologii i Radioterapii Wydziału Nauk Medycznych w Zabrzu ŚUM.

## Życiorys
W 1982 ukończyła studia medyczne w Akademii Medycznej im. Piastów Śląskich we Wrocławie. Uzyskała specjalizację I stopnia z otorynolaryngologii (1986) oraz specjalizację I stopnia (1990) i II stopnia (1993) w radioterapii onkologicznej. 
23 czerwca 1995 obroniła pracę doktorską Wartość diagnostyczna i prognostyczna wybranych markerów nowotworowych u chorych na raka krtani. 23 lutego 2011 habilitowała się na podstawie dorobku naukowego i pracy zatytułowanej Domena zewnątrzkomórkowa receptora naskórkowego czynnika wzrostu oraz wybrane czynniki proangiogenne i ich receptory jako potencjalne wskaźniki rokownicze u chorych na raka piersi.
W latach 1992–2012 zatrudniona na stanowisku adiunkta w Katedrze Onkologii i Klinice Onkologii Ginekologicznej na Wydziale Lekarskim  Uniwersytetu Medycznego im. Piastów Śląskich we Wrocławiu. Od 2012 do 2016 wykładowca w Katedrze Inżynierii Biomedycznej na Wydziale Technologii i Edukacji Politechniki Koszalińskiej. W latach 2011–2016 była Ordynatorem Centrum Radioterapii EUROMEDIC w Koszalinie. Od 2017 do 2022 wykładała na Wydziale Pielęgniarstwa w Państwowej Wyższej Szkole Zawodowej w Zamościu.
Od 2018 jest Kierownikiem Katedry Onkologii i Radioterapii Śląskiego Uniwersytetu Medycznego w Katowicach. 
Jest Międzynarodowym Sędzią Kynologicznym I grupy FCI.

## Publikacje
- 2004: VEGF concentration in patients with pharyngolaryngeal cancer[1]
- 2007: Serum vascular endothelial growth factor in patients with pharyngeal and laryngeal squamous cell carcinoma treated with radiotherapy[1]
- 2007: Evaluation of prognostic value of VEGF-C and VEGF-D in breast cancer – 10 years follow-up analysis[1]
- 2009: The impact of pre- or postoperative radiochemotherapy on complication following anterior resection with en bloc excision of female genitalia for T4 rectal cancer[1]
- 2010: Distribution of breast cancer subtypes in population of patients from Lower Silesia in Poland and their correlations with clinical factors[1]
- 2010: Znaczenie nadekspresji receptora HER2 u chorych na pierwotnie operacyjnego raka piersi[1]